# Neorhynchoplax
Neorhynchoplax ist eine in Australasien beheimatete Gattung der Krabben mit über 30 Arten. Typusart ist Neorhynchoplax introversa.

## Merkmale
Neorhynchoplax hat die Merkmale der Hymenosomatidae. Auf der Rückenseite des Carapax sind deutliche Grübchen ausgebildet. Das dritte Maxilliped ist schlank und bedeckt in geschlossenem Zustand das Mundfeld nur zu zwei Dritteln. Die dritten bis fünften Somiten des Pleons sind fusioniert. Das Rostrum (schnabelartiger Fortsatz an der Stirn) ist gut entwickelt, ebenso die Augen. Der Hinterleib (Pleotelson) ist dreieckig. Das erste Gonopodium der Männchen verjüngt sich am Ende und ist nicht mit Lappen oder Fortsätzen besetzt.

## Fortpflanzung
Neorhynchoplax-Weibchen sind ovovivipar. Sie haben eine Brutkammer im Inneren, in der die Nachkommen aus den Eiern schlüpfen, weshalb sie von einigen Autoren auch als lebendgebärend (vivipar) angesehen werden.

## Lebensraum und Verbreitung
Das Verbreitungsgebiet erstreckt sich vom Irak bis zu den Philippinen sowie vom Süden Japans bis zum Nordosten Australiens. Eine Art, Neorhynchoplax bovis tritt in Südafrika auf. Die meisten Arten sind Süßwasserkrabben oder Brackwasser-Bewohner, sechs Arten kommen im Meer vor.

## Systematik
| Art                                                          | Vorkommen        | Lebensraum                         |
| ------------------------------------------------------------ | ---------------- | ---------------------------------- |
| Neorhynchoplax alcocki (Kemp, 1917)                          | Indien           | Brackwasser                        |
| Neorhynchoplax aspinifera (Lucas, 1980)                      | Australien       | Brackwasser                        |
| Neorhynchoplax attenuipes (Chopra & Das, 1930)               | Indien           | Brackwasser                        |
| Neorhynchoplax bai Naruse, Mendoza & Ng, 2008                | Philippinen      | Schelf                             |
| Neorhynchoplax bovis (Barnard, 1946)                         | Südafrika        | Brackwasser                        |
| Neorhynchoplax chipolini Hsueh, 2018                         | Taiwan           | Gezeitenzone                       |
| Neorhynchoplax demeloi (Kemp, 1917)                          | Indien           | Brackwasser                        |
| Neorhynchoplax dentata Ng, 1995                              | Borneo, Malaysia | Süßwasser                          |
| Neorhynchoplax elongata Rahayu & Ng, 2004                    | Indonesien       | Brackwasser                        |
| Neorhynchoplax euryrostris Davie & Richer de Forges, 1996    | Neukaledonien    | Brackwasser                        |
| Neorhynchoplax exigua (Kemp, 1917)                           | Thailand         | Brackwasser                        |
| Neorhynchoplax falcifera Naruse, Mendoza & Ng, 2008          | Philippinen      | Schelf                             |
| Neorhynchoplax frontalis (Lucas & Davie, 1982)               | Australien       | Süßwasser                          |
| Neorhynchoplax fhirtirostris (Lucas & Davie, 1982)           | Australien       | Süßwasser                          |
| Neorhynchoplax inachoides (Alcock, 1900)                     | Indien           | Brackwasser                        |
| Neorhynchoplax inermis (Takeda & Miyake, 1971)               | Palau            | Süßwasser                          |
| Neorhynchoplax introversa (Kemp, 1917)                       | China            | Süßwasser                          |
| Neorhynchoplax kempi (Chopra & Das, 1930)                    | Irak             | Süßwasser                          |
| Neorhynchoplax mangalis (Ng, 1988)                           | Singapur         | Brackwasser                        |
| Neorhynchoplax minima (Lucas & Davie, 1982)                  | Australien       | Süßwasser                          |
| Neorhynchoplax nasalis (Kemp, 1917)                          | China            | Süßwasser                          |
| Neorhynchoplax octagonalis (Kemp, 1917)                      | Indien           | Brackwasser                        |
| Neorhynchoplax okinawaensis (Nakasone & Takeda, 1994)        | Okinawa-Inseln   | Gezeitenzone                       |
| Neorhynchoplax pageti Pretzmann, 1975                        | Sri Lanka        | Süßwasser                          |
| Neorhynchoplax patnahi Ng, Nesemann & Sharma, 2011           | Indien           | Süßwasser                          |
| Neorhynchoplax prima Ng & Chuang, 1996                       | Indonesien       | Süßwasser                          |
| Neorhynchoplax sinensis (Shen, 1932)                         | China            | Gezeitenzone                       |
| Neorhynchoplax thorsborneorum (Lucas & Davie, 1982)          | Australien       | Süß- und Brackwasser, Gezeitenzone |
| Neorhynchoplax torrensica (Lucas, 1980)                      | Australien       | Brackwasser, Gezeitenzone          |
| Neorhynchoplax tuberculata (Chopra & Das, 1930)              | Indien           | Brackwasser                        |
| Neorhynchoplax venusta Ng, 2015                              | Singapur         | Gezeitenzone                       |
| Neorhynchoplax woodmasoni (Alcock, 1900)                     | Indien           | Brackwasser                        |
| Neorhynchoplax yaeyamaensis Naruse, Shokita & Kawahara, 2005 | Yaeyama-Inseln   | Süß- und Brackwasser               |